# Elaeocarpus quadratus
Elaeocarpus quadratus là một loài thực vật có hoa trong họ Côm. Loài này được C.E.C.Fisch. mô tả khoa học đầu tiên năm 1925.